# Affenberg Salem
Koordinaten: 47° 45′ 35″ N, 9° 14′ 50″ O
Der Affenberg Salem ist ein Tierpark westlich von Salem im Bodenseekreis und zugleich Deutschlands größtes Affenfreigehege. Die Hauptattraktion des über 20 Hektar großen Waldstückes sind knapp 200 Berberaffen (Macaca sylvana), die sich dort frei bewegen. Außerdem gibt es eine frei fliegende Kolonie von Weißstörchen, die jedes Jahr auf den Dächern des Mendlishauser Hofes brüten, eine Damwildherde sowie einen großen Weiher, der als Rückzugsort für viele verschiedene Vogelarten gilt.
Der Affenberg Salem zeichnet sich dadurch aus, dass keine trennenden Gitter oder Gräben den Besucher von den Tieren abschirmen. Die Besucher bewegen sich auf festen angelegten Wegen durch den naturbelassenen Wald.
Von Mitte März bis Anfang November hat der Affenberg täglich und bei jedem Wetter geöffnet. Die Winterpause gilt für die Affen als ungestörte Paarungszeit.

## Geschichte
Gründer und Eigentümer des Parks war der elsässische Baron Gilbert de Turckheim († 19. Dezember 2020). Das erste Gehege, La Montagne des Singes, eröffnete er 1969 in Kintzheim im Elsass, das zweite 1974 im südfranzösischen Rocamadour. 1976 kam der „Affenberg Salem“ auf Pachtland des Schlosses Salem dazu. Parkdirektor ist seit 2006 der Zoologe und promovierte Primatologe Roland Hilgartner. Das Konzept sieht eine Beschränkung auf eine Tierart auf großzügig dimensionierten Flächen vor. Deswegen unterscheidet sich das Verhalten der Berberaffen in Salem nicht von den Tieren, die in freier Wildbahn leben. 2005 wurde noch ein weiteres Affengehege in Trentham in Staffordshire (England) geschaffen.

## Tierbestand

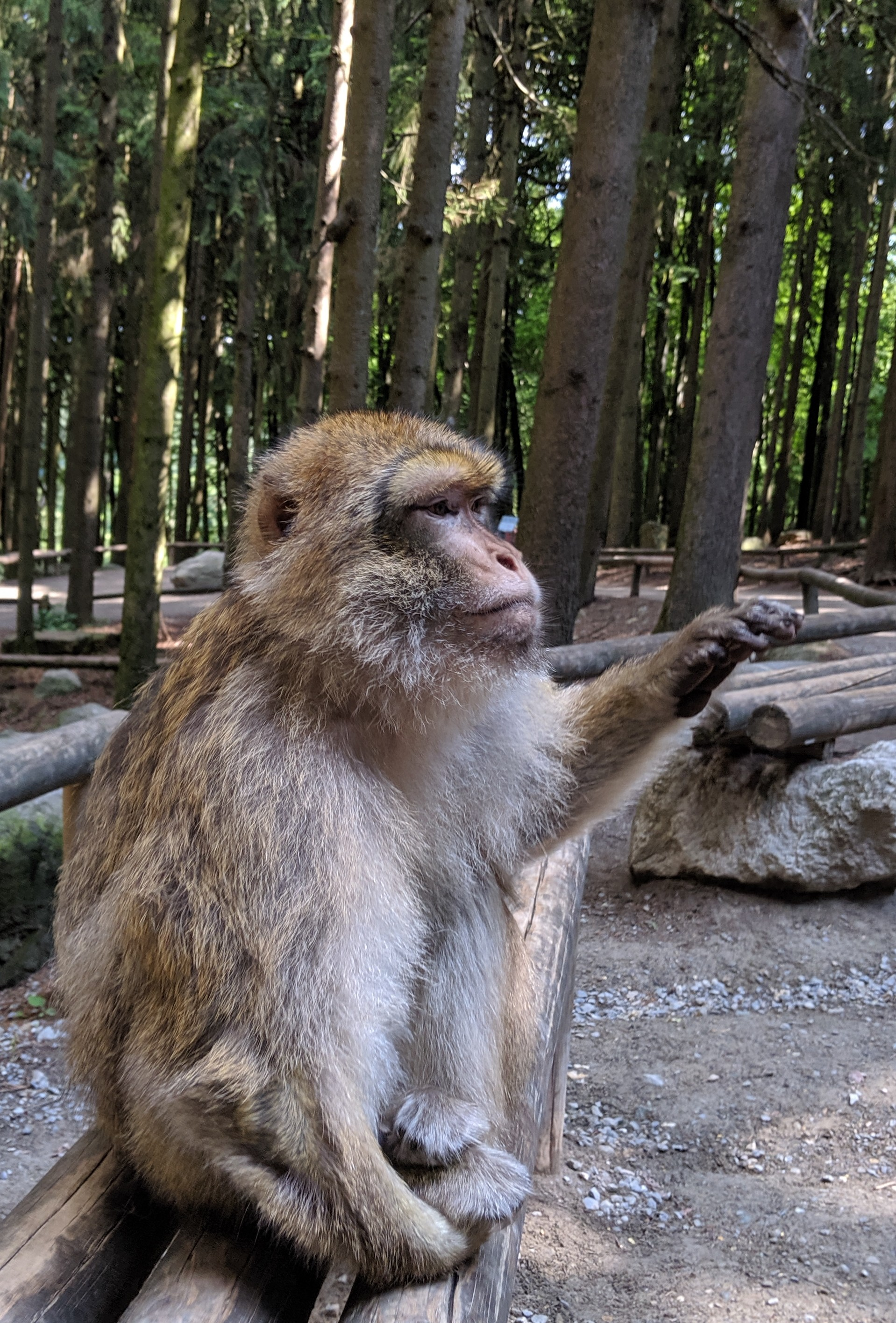
Ein Berberaffe verlangt nach Popcorn – das Füttern durch Besucher war bis 2020 erlaubt

Um den Besuchern die Tiere näherzubringen, gibt es ein interaktives Informationssystem und es finden moderierte Fütterungen statt, bei denen die Besucher Informationen zu den Berberaffen, Störchen und zum Damwild bekommen.

### Berberaffen
Derzeit (Stand 2021) gibt es auf dem Affenberg drei Primatengruppen mit knapp 200 Tieren. Berberaffen leben in gut organisierten Sozialverbänden von 60 bis 80 Tieren, sie stehen ständig in Kommunikation untereinander, stoßen verschiedenste Laute aus oder bedienen sich einer ausdrucksstarken Mimik.
Während der Rang der Weibchen angeboren ist, müssen die Männchen ihren Rang hart erarbeiten. Um Alpha-Männchen zu werden, wird ein gutes Netzwerk mit vielen ranghohen Unterstützern benötigt. Das Zeigen der langen Eckzähne verhilft ihnen einen besonderen Eindruck bei der Konkurrenz zu hinterlassen und die Mitbewerber entsprechend zu beeindrucken. Die „Amtszeit“ eines Alpha-Männchens dauert am Affenberg im Schnitt zwei bis fünf Jahre und hängt vom Konkurrenzdruck ab.
Die ursprüngliche Heimat der Berberaffen ist Marokko und Algerien, dort leben sie in Gebirgen in bis zu 2000 Metern Höhe. Die Tiere fühlen sich auch am Bodensee wohl, da das Klima dort dem ihrer Heimat sehr ähnelt. Die Berberaffen sind vom Aussterben bedroht. Weltweit existieren noch rund 10.000 Tiere. Eine Population kann Experten zufolge nur überleben, wenn ihr mindestens 150 Exemplare angehören. Aus diesem Grund bildet der Affenberg Salem einen wichtigen Reservebestand.
Ursprünglich durften bettelnde Berberaffen mit Popcorn, das an die Besucher ausgegeben wurde, gefüttert werden. Im Zuge der Coronaschutzmaßnahmen wurde diese Attraktion 2020 abgeschafft, sodass nunmehr die Beobachtung natürlicher Verhaltensweisen in den Fokus gerückt ist.
Neben der Bedeutung als touristischer Anziehungspunkt genießt der Affenberg international eine hohe Reputation als Forschungsstandort. Knapp die Hälfte von dem, was man heute über Berberaffen weiß, stammt vom Affenberg. Es besteht eine Zusammenarbeit mit dem Max-Planck-Institut für evolutionäre Anthropologie in Leipzig, der Universität Zürich sowie mit dem Deutschen Primatenzentrum in Göttingen.

### Störche

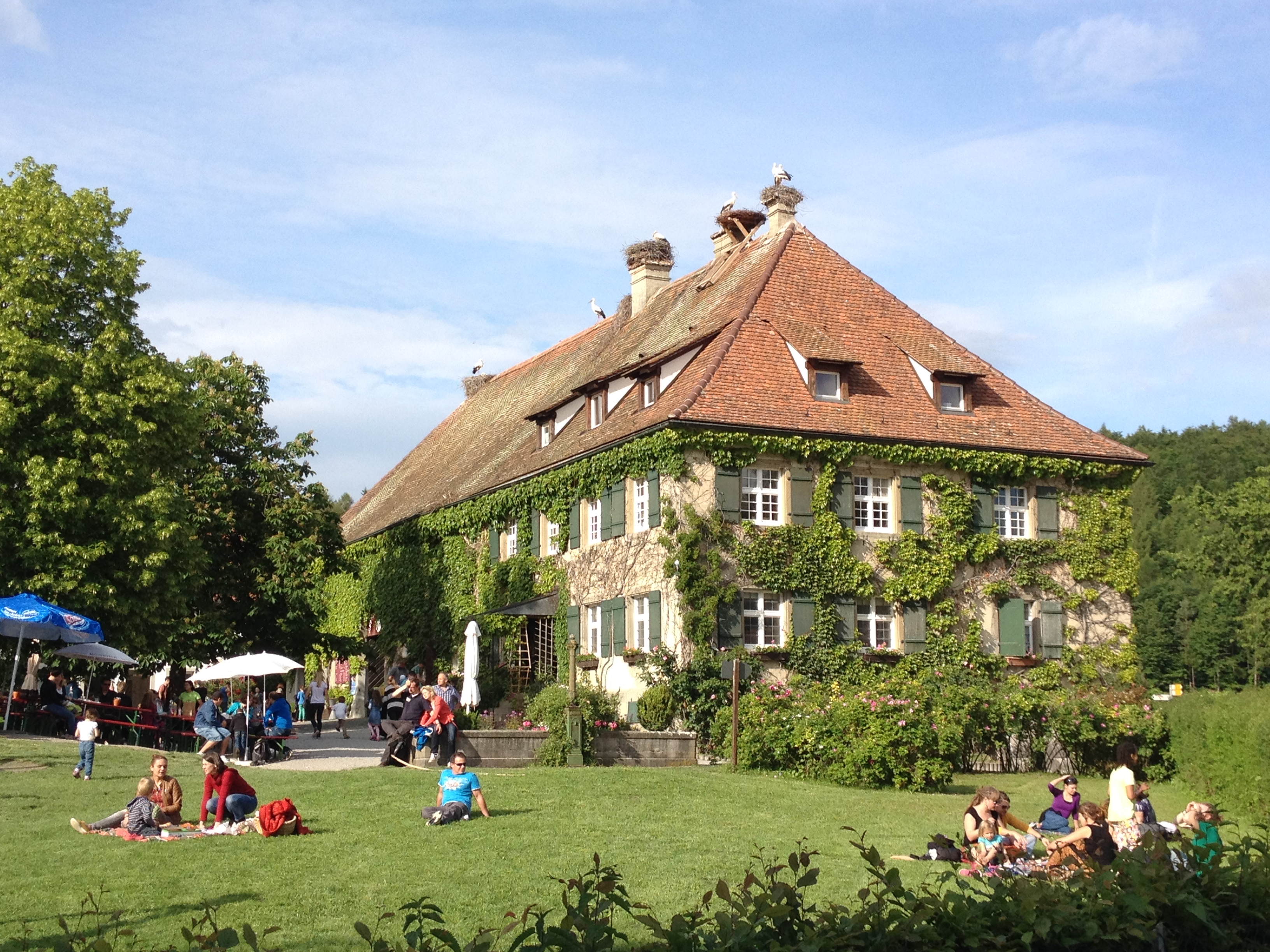
Hauptgebäude mit Storchenkolonie

Heimisch am Affenberg Salem ist eine freifliegende Brutkolonie von Weißstörchen mit rund 90 Tieren. Störche sind Zugvögel, jedes Frühjahr kehren sie an den gleichen Horst zurück, um dort zu brüten.
Da der Weißstorch Mitte der 1970er Jahre in vielen Gebieten Baden-Württembergs bereits ausgestorben war, wurden Wiederansiedlungsprojekte gestartet. Im Jahr 1978 gründete der Affenberg die Storchenstation, die einen Beitrag zum Schutz der Störche in Baden-Württemberg leistet. Durch die Wiederansiedlung von einigen Brutpaaren am Affenberg Salem wurde dort eine freifliegende Kolonie etabliert.

### Damwild
Auch in der weitläufigen Damwildanlage bewegt man sich frei unter den Tieren. Dort lebt ein kapitaler Damhirsch mit rund zwanzig Hirschkühen und Jungtieren.